# Liga Mayor de Fútbol Dominicano 2010
La temporada 2010 de la Liga Mayor de Fútbol Dominicano fue la sexta temporada de la competición dominicana de fútbol a nivel semiprofesional. La fecha de arranque del torneo fue pospuesta varias veces hasta que se estableció definitivamente el 23 de mayo del 2010. El torneo fue dedicado al país de Sudáfrica debido a que ese año el mismo a montar la Copa Mundial de Fútbol de 2010. En esta edición participaron 8 equipos, destacándose la vuelta a la competición de Moca FC que no participó en la edición anterior. El formato consistía en que los 8 equipos se enfrentaron en una tres rondas de enfrentamientos todos contra todos, sin embargo debido a que Moca FC logró asegurar el título en la penúltima jornada, la última jornada no se jugó debido a que ya todo estaba decidido. 
El torneo fue una batalla pareja entre DOSA-La Vega y Moca FC, hasta que en la jornada 18 los mocanos aprovecharon la derrota de los veganos ante Jarabacoa FC y le arrebataron la primera posición. Los mocanos pudieron finalmente levantar el trofeo cuando en la jornada 20 doblegaron 5-1 a San Cristóbal FC y al mismo tiempo DOSA-La Vega empató sorpresivamente 1-1 con el colista O&M FC, quedando así fuera del alcance de los veganos en la tabla general. Este fue el primer título en esta Liga Mayor para los mocanos y su primero a nivel nacional desde el Campeonato Nacional de 1999. 

## Equipos participantes[2]
| Provincia         | N.º | Equipos                                     |
| ----------------- | --- | ------------------------------------------- |
| Distrito Nacional | 3   | Bauger FC, Club Barcelona Atlético y O&M FC |
| Espaillat         | 1   | Moca FC                                     |
| La Vega           | 2   | DOSA-La Vega, Jarabacoa FC                  |
| San Cristóbal     | 1   | San Cristóbal FC                            |
| Santo Domingo     | 1   | Club Atlético Pantoja                       |

## Posiciones finales[2]
Campeón.
| Posición | Equipos                 | PJ | PG | PE | PP | GF | GC | DG  | Puntos |
| -------- | ----------------------- | -- | -- | -- | -- | -- | -- | --- | ------ |
| 1        | Moca FC                 | 20 | 13 | 5  | 2  | 34 | 12 | +22 | 44     |
| 2        | DOSA-La Vega FC         | 20 | 11 | 6  | 3  | 39 | 22 | +17 | 39     |
| 3        | Jarabacoa FC            | 20 | 10 | 3  | 7  | 31 | 15 | +16 | 33     |
| 4        | Club Atlético Pantoja   | 19 | 9  | 6  | 4  | 31 | 20 | +11 | 33     |
| 5        | Club Barcelona Atlético | 20 | 5  | 9  | 6  | 21 | 23 | -2  | 24     |
| 6        | Bauger FC               | 19 | 6  | 5  | 8  | 19 | 18 | +1  | 23     |
| 7        | San Cristóbal FC        | 20 | 5  | 2  | 13 | 22 | 45 | -23 | 17     |
| 8        | Universidad O&M FC      | 20 | 1  | 2  | 17 | 11 | 53 | -42 | 5      |